# Letterboxing (film)
Letterboxing er praksis med at overføre film, der er optaget i et widescreen-billedformat, til videoformater i standardbredde, mens filmens originale billedformat bevares. Det resulterende videografiske billede har matte (sorte bjælker) over og under sig; disse mattes er en del af hvert billede af videosignalet. LBX og LTBX er identificerende forkortelser for film og billeder, der således er formateret.